# Edward Youde
Edward Youde (en mandarin : 尤德) (19 juin 1924 - 5 décembre 1986) était un administrateur, diplomate et sinologue britannique. Il fut Gouverneur de Hong Kong entre le 20 mai 1982 et le 5 décembre 1986.

## Jeunesse
Youde est né à Penarth, au Pays de Galles au Royaume-Uni et a étudié à l'École des études orientales et africaines. Il parlait couramment le mandarin et passa 10 de ses 30 premières années en tant que diplomate en poste en Chine.
En avril 1949, Youde servait sur la frégate HMS Amethyst durant la guerre civile chinoise quand elle fut attaquée par l'Armée populaire de libération. La frégate fut lourdement endommagée par les tirs d'artillerie et s'échoua dans le Yangzi Jiang. Utilisant ses compétences en mandarin, Youde négocia avec le commandant de l'APL pour obtenir la libération de l'Améthyste. Après la fuite de l'Amethyst du territoire ennemi, Youde fut décoré pour ses actions de l'ordre de l'Empire britannique (MBE).
De 1969 à 1970, il est secrétaire privé des affaires étrangères auprès du Premier ministre.

## Gouvernorat

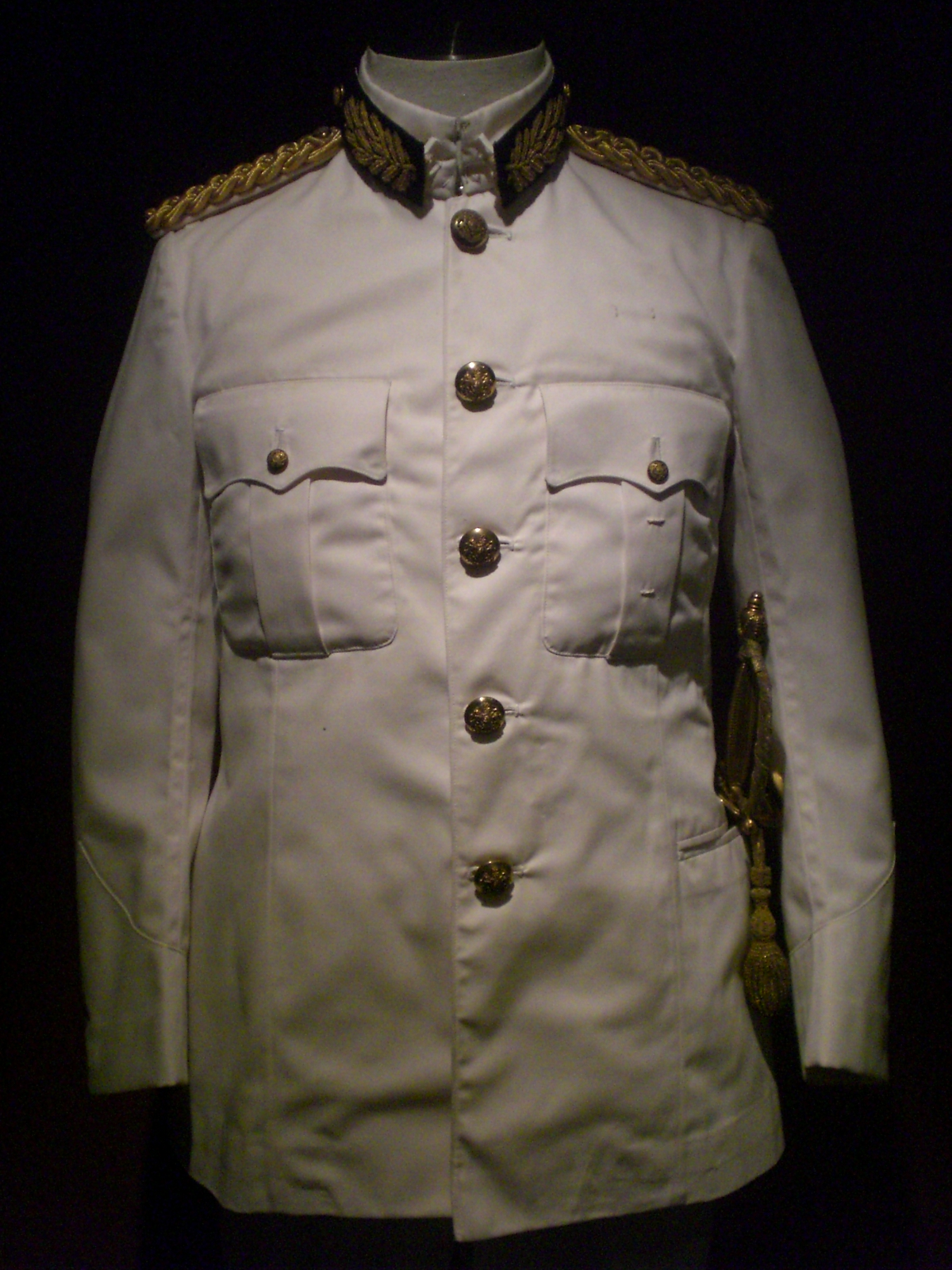
Un des uniformes de Sir Edward Youde.

Youde est surtout connu comme le gouverneur sous le mandat duquel eut lieu la signature de la Déclaration commune sino-britannique sur la question de Hong Kong à Pékin en 1984. Cette déclaration imposait le départ des Britanniques de Hong Kong pour 1997, après 156 ans de domination coloniale.
Youde, seul gouverneur gallois de Hong Kong, était très apprécié, notamment pour son érudition. Il était respecté par la population chinoise de Hong Kong.
L'idée de créer une école secondaire pour développer le potentiel des élèves dans le sport et les arts visuels en collaboration avec un programme scolaire normal a d'abord été suggérée par Sir Edward Youde. Sur la base de cette idée, le « Jockey Club Ti-I » collège fut fondé en 1989.

## Décès

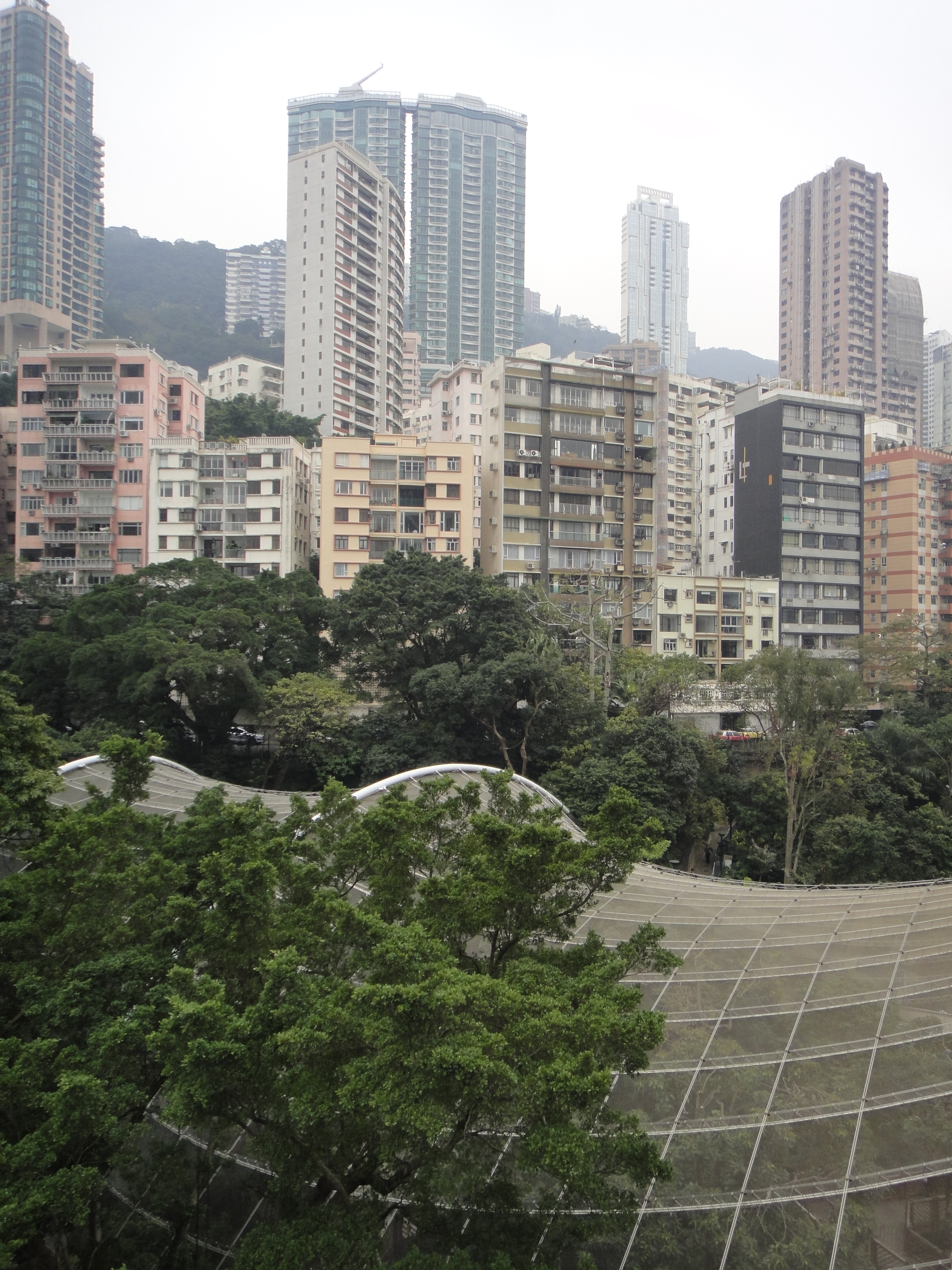
La volière Edward Youde à Hong Kong.

Sir Edward succomba à une crise cardiaque dans son sommeil au matin du 5 décembre 1986, à l'ambassade britannique lors d'une visite à Pékin. Il fut le seul gouverneur de Hong Kong à mourir dans l'exercice de ses fonctions. Des milliers de personnes assistèrent dans les rues à ses funérailles officielles, qui furent menées avec les plus grands honneurs militaires en 1986. Un fonds, le Sir Edward Youde Memorial Fund, fut créé à partir des contributions publiques, sur la recommandation du Conseil Législatif. Ce fonds, actuellement géré par le gouvernement de la RASHK, offre des bourses et des programmes de parrainage visant à encourager et à promouvoir l'éducation et la recherche par les Hongkongais. Ses critères d'admissibilité sont d'être compétent en anglais et en chinois et aussi avoir une bonne maîtrise de la langue dans laquelle leurs études seront menées.
La volière Edward Youde à Hong Kong Park fut nommée en son honneur en 1992 et le Pamela Youde Nethersole Eastern Hospital en l'honneur de son épouse. Une plaque à sa mémoire a été commandée par la municipalité de Hong Kong et placée sur la Cathédrale Saint John, dans le district central de Hong Kong ; une plaque commémorative a également été installée dans la Cathédrale de Canterbury, au Royaume-Uni, où ses cendres ont été déposées.